# Jastrzębski Węgiel
Jastrzębski Węgiel ist ein polnischer Volleyballverein aus Jastrzębie-Zdrój, der in der Polnischen Volleyball-Liga und in der Champions League spielt.

## Nationale Liga
Jastrzębski Węgiel spielt in der Polnischen Volleyball-Liga und wurde 2004, 2021 und 2023 Polnischer Meister. 2006, 2007 und 2010 wurde der Klub Vizemeister, 1991, 2001, 2003, 2009, 2013, 2014, 2017 und 2019 belegte er den dritten Platz.

## Europapokal
Jastrzębski Węgiel spielt seit 2004 auf internationaler Ebene. 2004/05 überstand der Verein in der Volleyball Champions League die Vorrunde, schied dann aber in der ersten Play-off-Runde aus. Im CEV-Pokal erreichte man 2005/06 das Achtelfinale und 2006/07 das Viertelfinale. 2008/09 schied man im CEV-Cup in der ersten Runde aus, erreichte dann aber im Challenge Cup das Finale. 2010/11 traten die Polen wieder in der Volleyball Champions League an. Hier trafen sie in der Vorrunde auf OK Budvanska Rivijera Budva, Olympiakos Piräus und ACH Volley Bled. Im Play-off 12 besiegten sie Generali Haching und im Play-off 6 Noliko Maaseik. Im Halbfinale unterlagen sie Trentino Volley und um Platz drei verloren sie gegen Dynamo Moskau.
2012/13 haben die Polen in CEV-Pokal gegen die Franzosen aus Rennes Volley 35 gewonnen und dann gegen die Türken von Maliye Milli Piyango Ankara verloren.
2013/14 traten die Polen wieder in Volleyball Champions League an, wo sie zuerst gegen Halkbank Ankara, Tomis Constanța und Hypo Tirol Innsbruck spielten. In der Champions League Saison 2017/18 spielte der Verein in der Gruppe D mit VK Zenit-Kasan, Spacer’s Toulouse und den Berlin Recycling Volleys.

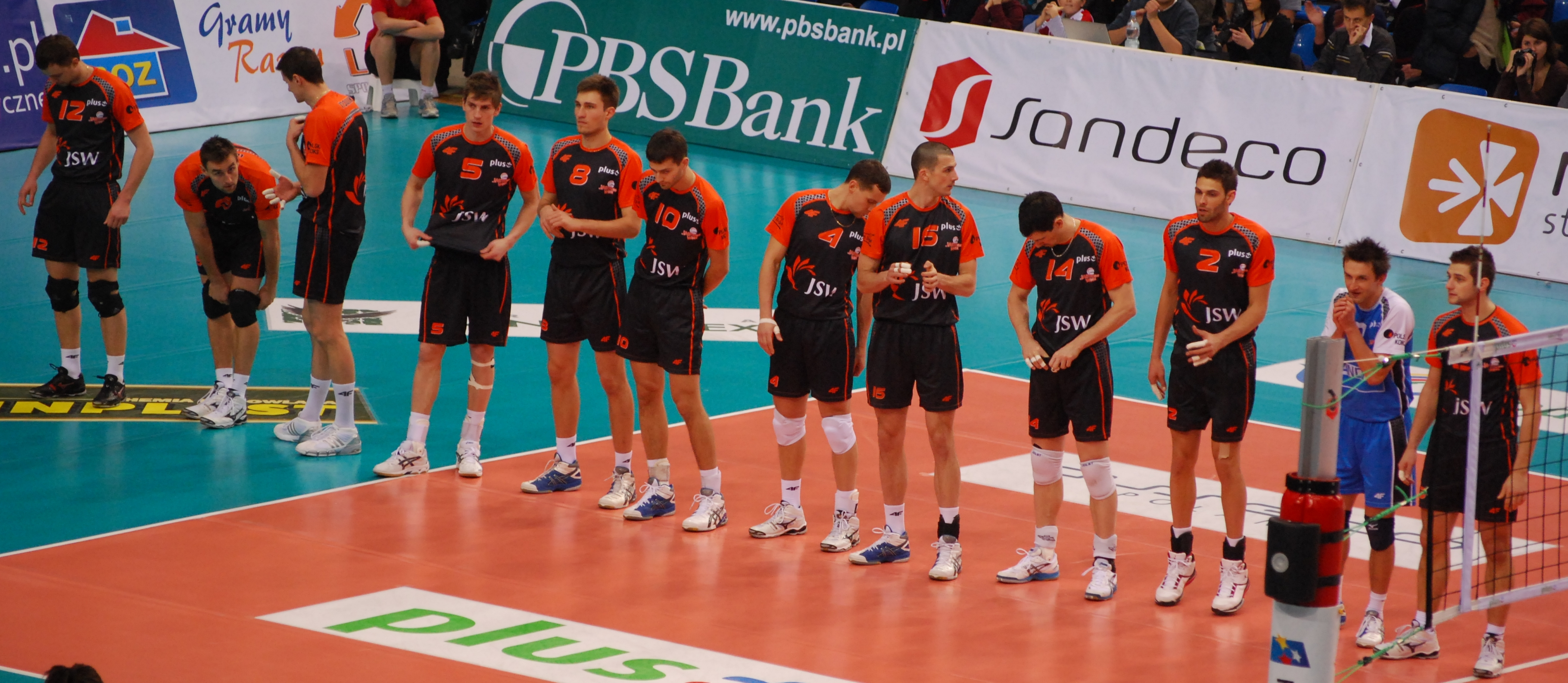
Jastrzębski Węgiel

## Klub-Weltmeisterschaft
2011 gewann Jastrzębski Węgiel bei der Klub-Weltmeisterschaft in Doha (Katar) die Vorrundenspiele gegen Zenit Kazan, Trinity Western Spartans aus Kanada und Paykan Teheran VC aus dem Iran. Im Halbfinale besiegte man SESI Sao Paulo, bevor man im Finale gegen Trentino Volley verlor und den zweiten Platz belegte.